# Demetri d'Adramítium
Demetri d'Adramítium, en llatí Demetrius, en grec antic Δημητριος, portava de renom Ixíon. La causa del renom, que al·ludeix a Ixíon, rei dels làpites, podria ser degut a haver comès un robatori al temple d'Hera a Alexandria, segons Suides. Era un gramàtic grec natural d'Adramitium que va viure al temps d'August, en part a Pèrgam i en part a Alexandria, on fou membre de l'escola crítica d'Aristarc.
Se'l menciona a Suides i a Ateneu de Naucratis com a autor de:
- Ἐξήγησις ἐις Ὅμηρον, Explicació d'Homer.
- Ἐξήγησις ἐς Ἡσίοδον, Explicació d'Hesíode.
- Ἐτυμολογούμενα o Ἐτυμολογία, Etimologies.
- Περί τῆς Ἀλεξανδρέων διαλέκτου, Sobre el dialecte d'Alexandria.
- Ἀττικαί γλῶσσαι, Glossari àtic, obra de la que en queden fragments.

Suides també li atribueix una obra sobre els verbs grecs que acaben en μι.